# Hannu Paananen
Hannu Olavi Paananen (Kotka, 14 maggio 1945) è un ex cestista finlandese.

## Carriera
Con la Finlandia ha disputato i Campionati europei del 1965.